# Roger Jorgensen
Roger Kennedy Jorgensen (Columbus, Ohio, 2 de septiembre de 1920-Robinson, Pensilvania, 3 de octubre de 2010) fue un jugador de baloncesto estadounidense que disputó una temporada en la NBA, además de jugar en la AAPBL. Con 1,96 metros de estatura, jugaba en la posición de ala-pívot. Era hermano del también jugador profesional Noble Jorgensen.

## Trayectoria deportiva

### Universidad
Jugó durante dos temporadas con los Buckeyes de la Universidad Estatal de Ohio, hasta que en 1941 fue llamado a realizar el servicio militar durante la Segunda Guerra Mundial en la Armada de los Estados Unidos, donde permaneció hasta 1945.

### Profesional
Tras regresar del servicio militar, fichó por los Pittsburgh Ironmen de la recién creada BAA, donde coincidió con su hermano Noble, siendo la primera pareja de hermanos en competir en el mismo equipo en la historia de la liga. Jugó una temporada en la que promedió 1,5 puntos por partido.
Jugó una temporada más en los Zanesville Pioneers de la liga menor All-American Professional Basketball League antes de retirarse definitivamente.

#### Estadísticas en la BAA

##### Temporada regular
| Temporada | Edad | Equipo             | Liga | P  | TIT | MIN | TC  | TCA | %TC  | 3P | 3PA | %3P | TL  | TLA | %TL  | R.OF. | R.DEF. | REB | ASIS | ROB | TAP | PER | FP  | PTS |
| 1946-47   | 26   | Pittsburgh Ironmen | BAA  | 28 |     |     | 0.5 | 1.9 | .259 |    |     |     | 0.5 | 0.7 | .684 |       |        |     | 0.0  |     |     |     | 1.3 | 1.5 |
| Total     |      |                    | BAA  | 28 |     |     | 0.5 | 1.9 | .259 |    |     |     | 0.5 | 0.7 | .684 |       |        |     | 0.0  |     |     |     | 1.3 | 1.5 |